# Pentarhizidium orientale
Pentarhizidium orientale är en pärlbräkenväxtart som först beskrevs av William Jackson Hooker, och fick sitt nu gällande namn av Bunzo Hayata. Pentarhizidium orientale ingår i släktet Pentarhizidium och familjen Onocleaceae. Inga underarter finns listade.